# Rama (Israel)
Rama (en árabe, الرامة; en hebreo, ראמה) es un concejo Local en el valle de Beit Hakerem en el distrito Norte de Israel, en la región de la Alta Galilea a unas 5 millas de Carmiel. Fue declarado concejo local en 1954. Su población es mayoritariamente de origen palestino.

## Demografía
De acuerdo a los datos del censo de la Oficina Central de Estadísticas de Israel (CBS), en el año 2015 vivían unas 7433 personas en Rama, con una tasa de crecimiento del 1.3%. El salario promedio mensual de los trabajadores para el año 2013 fue de 6.290 NIS (promedio nacional: NIS 8247
Si bien en los primeros años del Estado de Israel, los cristianos mayoría absoluta de la población (85 por ciento) actualmente su población está conformada principalmente por cristianos y drusos. 
Los cristianos que conforman el 50.5% de la población, viven mayoritariamente en el sur de la ciudad, mientras que los drusos que representan el 35% de la población se concentran en la zona norte, que es también la región más alta. Los musulmanes viven principalmente en el asentamiento occidental, la tierra asignada a ellos por la Administración de Tierras de Israel, en los años 70.

## Historia
Edward Robinson identificó a Rameh como la antigua Ramah de Asher (Josué 19:29), citando como evidencia tanto a su ubicación actual, así como a sarcófagos descubiertos en una colina en las afueras de la aldea.
El pueblo está situado en un sitio antiguo, en lo alto de una colina en la periferia del valle de Beit HaKerem. Al este se ubican los restos de los baños romanos que datan del siglo II al IV, y las prensas de aceite del mismo período. Al Sur y al sureste se encuentran restos de fundaciones de edificios, incluyendo una inscripción en arameo en un dintel, que indican que se trata de una sinagoga del siglo III a IV. Al noreste de los baños romanos se encuentran los restos de una gran basílica. Los mismos fueron excavados en 1972, y se encontraron las bases de columnas gigantescas, junto a mosaicos policromos que representan la fauna y la flora. 
También se han encontrado restos de vasijas de cerámica que datan del período romano tardío (siglo IV-V), junto a restos de construcción del período bizantino. Situada a pocos kilómetros al este de Shaghur, Rameh era una ciudad importante durante la época de las Cruzadas.
En cuanto a su historia reciente, fue incorporada a Israel tras su conquista por las tropas de la Haganá en 1948. Al igual que ocurrió con otras poblaciones de Galilea, sus habitantes originales en su mayor parte pudieron permanecer en el pueblo, y se les concedió la nacionalidad israelí en 1952.

## Personalidades relevantes de Rama
Es el lugar de origen y residencia del conocido poeta Samih al-Qasim.